# Meconopsis napaulensis
Meconopsis napaulensis, còn gọi là cây anh túc Nepal hoặc cây anh túc satin, là một loại cây thuộc họ Papaveraceae. Cây có chứa beta-carboline (với liều lượng đủ cao) có thể hoạt động như một loại thuốc gây ảo giác. Tuy nhiên, tính chất hóa sinh của nó chủ yếu vẫn không được đề cập.
Phân loại gần đây của Gray-Wilson (2006) đã tách 4 loài mới khỏi M. napaulensis: M. chankheliensis, M. ganeshensis, M. staintonii và M. wilsonii, trong khi M. wallichii đã được phục hồi. M. wallichii đã được mô tả trước đây vào năm 1852 bởi Hooker, nhưng sau đó được đặt dưới loài M. napaulensis bởi Taylor vào năm 1934.
Theo sự phân loại hiện tại của Gray-Wilson, mô tả về loài M. napaulensis sau đó đã tỉ mỉ hơn nhiều. Dựa trên mẫu vật, nó chỉ có màu hoa vàng, sống ở một phạm vi nhỏ ở miền trung Nepal.
Trước khi Meconopsis napaulensis được phân loại lại gần đây, màu hoa của các loài nằm trong khoảng đỏ, tím và trắng, và phần lớn thực vật được trồng trong các khu vườn có tên M. napaulensis đều có màu này. Tuy nhiên, cái tên hiện nay đang bị áp dụng sai về mặt kỹ thuật, một điều chắc chắn sẽ làm nản lòng nhiều người làm vườn.